# Любеня (гмина)
Любеня (пол. Lubenia) — сельская гмина (волость) в Польше, входит как административная единица в Жешувский повет, Подкарпатское воеводство. Административный центр Любеня. Население — 6433 человека (на 2004 год).

## Демография
| Перепись                       | Всего   | Всего | Женщины | Женщины | Мужчины | Мужчины |
| ------------------------------ | ------- | ----- | ------- | ------- | ------- | ------- |
| Единицы                        | человек | %     | человек | %       | человек | %       |
| Население                      | 6433    | 100   | 3281    | 51      | 3152    | 49      |
| Плотность населения (чел./км²) | 117,5   | 117,5 | 59,9    | 59,9    | 57,5    | 57,5    |

## Сельские округа
1. Любеня
2. Седлиска
3. Солонка
4. Страшидле

## Соседние гмины
1. Гмина Блажова
2. Гмина Богухвала
3. Гмина Чудец
4. Гмина Небылец
5. Гмина Тычин